# علی بن عبدالله آل ثانی
علی بن عبدالله بن جاسم بن محمد آل ثانی (به عربی: علي بن عبد الله بن جاسم بن محمد آل ثاني) (زاده ۱۸۹۴) امیر سابق کشور قطر می‌باشد. وی در ۲۰ اوت ۱۹۴۹ در قطر به قدرت رسید و در ۲۴ اکتبر ۱۹۶۰ از قدرت کناره گیری نمود. بسیار از اتفاقات در تاریخ قطر برای اولین بار در زمان زمامداری وی اتفاق افتاده‌است. شیخ عبدالله پس از تحویل قدرت فعالیت خود را در زمینه گسترش دوستی میان علمای اسلامی ادامه داد و کتب متعددی را نیز به چاپ رسانید. او در تاریخ ۳۱ اوت ۱۹  در سن ۸۰ سالگی در بیمارستان بربیر بیروت در لبنان درگذشت.

## زندگینامه
شیخ علی بن عبدالله آل ثانی در ۲۵ ژوئن ۱۸۹۴ در دوحه متولد شد. پدرش شیخ عبدالله بن جاسم آل ثانی بود. او یک برادر کوچکتر به نام شیخ حمد بن عبدالله آل ثانی و یک برادر ناتنی به نام شیخ حسن بن عبدالله آل ثانی داشت. او در ۲۰ آگوست ۱۹۴۹، پس از بازنشستگی پدرش به دلیل ضعف جسمانی، امیر قطر شد. او همچنین به عنوان اولین امیر قطر شناخته می‌شود که از کشورهای دیگر بازدید کرده است.

## میراث
بسیار از اتفاقات در تاریخ قطر برای اولین بار در زمان زمامداری وی اتفاق افتاده‌است به‌طور مثال اولین مدرسه مدرن، اولین مرکز آموزشی کودکان، اولین بیمارستان مدرن، اولین فرودگاه و اولین کتابخانه در دوره حاکمیت وی شکل گرفت. همچنین وی دستور داده‌است که تمامی بردگان آزاد شوند و همچنین حفاری‌های باستان‌شناسی در قطر در دوره وی شروع شده‌است. در دوره حکومت وی اکثر مناطق قطر صاحب آب و برق شدند. او همچنین ادارات و وزارتخانه‌های دولتی دیگری و همچنین اولین شرکت‌های سهامی عام را تأسیس کرد. در دوره وی رونالد کوکران مسئول سازماندهی نیروی پلیس در قطر شد و فیلیپ پلنت افسر سابق نیروی هوایی سلطنتی بریتانیا، در ژانویه ۱۹۵۰ به عنوان مشاور امیر منصوب شد.

## نشان‌ها و افتخارات
- نشان امپراتوری بریتانیا